# Graptodytes delectus
Graptodytes delectus é uma espécie de escaravelho da família Dytiscidae.
É endémica de Espanha.